# Персій
Авл Пе́рсій Флакк (лат. Aulus Persius Flaccus; 4 грудня 34 — 26 листопада 62) — відомий давньоримський поет, майстер сатури.

## Життєпис
Народився у Волатеррах (Етрурія) у родині Персія Флакка (ім'я невідомо), римського вершника, та Фульвії Сізеннії. Незважаючи належність до стану вершників родина Флакків була тісно пов'язана із знаттю Етрурії та Рима.
Авле Персій спочатку вчився у Волатеррах, ймовірно йому викладав хатній вчитель. У 46 році він переїхав до Риму. Тут його навчали граматик Квінт Реммій Палемон, ритор Вергіній Флав. У 50 році Персій продовжив навчання у філософа-стоїка, ритора та поета Луція Аннея Корнута, вільновідпущеника відомого філософа й політичного діяча Луція Сенеки Молодшого. Через деякий час Авл Персій Флакк звів знайомство з самим Сенекою (через посередництво Корнута), проте палким прихильником його не став.
Персій належав до гуртка Публія Клодія Фрасеї Пета, який очолював сенатську опозицію імператорові Нерону. До того ж Персій був родичем дружини Фрасеї Пета.
Сатурою Персій став займатися під впливом вивчення творів Гая Луцилія. До того ж він став пристрасним бібліофілом. У його бібліотеці налічувалося 700 книг.
Помер Авл Персій Флакк у своєму маєтку під Римом від хвороби шлунку. З огляду на те, що він вів не розкішний спосіб життя, то зміг залишити у спадок матері та сестрі 2 млн сестерціїв.

## Творчість
Всього Персій написав 6 сатур у формі гексаметру. Писав він свої твори повільно. Мова його сатур вигадлива. Темою служили здебільшого вади людини.